# Waiting to Exhale (soundtrackalbum)
Waiting to Exhale: Original Soundtrack Album är soundtrackalbumet till den amerikanska filmen Hålla andan (Waiting to Exhale). 

## Låtlista
| 1.  | "Exhale (Shoop Shoop)"         | Kenneth "Babyface" Edmonds                                   | Whitney Houston                 | 3:24 |
| 2.  | "Why Does It Hurt So Bad"      | Kenneth "Babyface" Edmonds                                   | Whitney Houston                 | 4:37 |
| 3.  | "Let It Flow"                  | Kenneth "Babyface" Edmonds                                   | Toni Braxton                    | 4:27 |
| 4.  | "It Hurts Like Hell"           | Kenneth "Babyface" Edmonds                                   | Aretha Franklin                 | 4:19 |
| 5.  | "Sittin' Up in My Room"        | Kenneth "Babyface" Edmonds                                   | Brandy Norwood                  | 4:52 |
| 6.  | "This Is How It Works"         | Lisa Lopes, Kenneth "Babyface" Edmonds                       | TLC                             | 5:00 |
| 7.  | "Not Gon' Cry"                 | Kenneth "Babyface" Edmonds                                   | Mary J. Blige                   | 4:57 |
| 8.  | "My Funny Valentine"           | Richard Rodgers, Lorenz Hart                                 | Chaka Khan                      | 4:06 |
| 9.  | "And I Gave My Love to You"    | Sonja Marie, Kenneth "Babyface" Edmonds                      | Sonja Marie                     | 4:48 |
| 10. | "All Night Long"               | Kenneth "Babyface" Edmonds                                   | SWV                             | 4:31 |
| 11. | "Wey U"                        | Kenneth "Babyface" Edmonds                                   | Chanté Moore                    | 4:32 |
| 12. | "My Love, Sweet Love"          | Kenneth "Babyface" Edmonds                                   | Patti LaBelle                   | 4:21 |
| 13. | "Kissing You"                  | Kenneth "Babyface" Edmonds                                   | Faith Evans                     | 3:23 |
| 14. | "Love Will Be Waiting at Home" | Kenneth "Babyface" Edmonds                                   | For Real                        | 5:59 |
| 15. | "How Could You Call Her Baby"  | Kenneth "Babyface" Edmonds                                   | Shanna                          | 5:09 |
| 16. | "Count on Me"                  | Kenneth "Babyface" Edmonds, Whitney Houston, Michael Houston | Whitney Houston och CeCe Winans | 4:26 |